# 阪本成一
阪本 成一（さかもと せいいち、1965年6月27日 - ）は、日本の天文学者。国立天文台および東京大学大学院理学系研究科天文学専攻（兼任）教授。専門は電波天文学。学生時代はボート競技の選手としても活動した。

## 来歴
東京都世田谷区生まれ。1978年3月世田谷区立給田小学校を、1981年3月筑波大学附属駒場中学校を卒業。1984年3月筑波大学附属駒場高等学校を卒業後一浪したのち1985年4月東京大学理科一類に入学。1989年3月東京大学理学部天文学科を卒業後同年4月東京大学大学院理学系研究科天文学専攻修士課程に入学。大学院では長谷川哲夫に師事した。1991年3月東京大学大学院理学系研究科天文学専攻修士課程を修了し同年4月東京大学大学院理学系研究科天文学専攻博士課程に進学。1994年3月東京大学大学院理学系研究科天文学専攻博士課程を修了。論文名は「Physical Conditions of Molecular Gas in the Galaxy(銀河系内分子ガスの物理状態)」。
大学院博士課程在学中の1992年4月より日本学術振興会特別研究員となり、1995年8月国立天文台電波天文学研究系COE研究員となる。1997年8月より2002年5月まで国立天文台電波天文学研究系助手と総合研究大学院大学物理科学研究科天文科学専攻助手を併任。2002年6月国立天文台電波天文学研究系助教授に就任。2004年4月国立天文台の大学共同利用機関法人化及びそれに伴う組織改編に伴い自然科学研究機構国立天文台電波研究部助教授となる。2004年10月より2007年3月まで総合研究大学院大学物理科学研究科天文科学専攻助教授を併任。2007年4月宇宙航空研究開発機構宇宙科学研究本部教授に就任。2007年10月より総合研究大学院大学物理科学研究科宇宙科学専攻教授を併任。2014年より自然科学研究機構国立天文台教授、東京大学大学院教授を兼任。2016年4月より2018年12月まで国立天文台チリ観測所長を兼務。

## 人物
東京大学在学中は東京大学漕艇部に所属。2年生の時に東商戦をジュニアエイトで優勝し、3年生の時に東商戦・ユニバーシアード日本代表選考会・全日本大学選手権をエイトで優勝した。4年生の時は漕艇部の主将を務め、東商戦をエイトで優勝、全日本選手権2位のエイトを率いた。そのため、「体育会系天文学者」を自称している。阪本自身、漕艇部時代のことを「頂点に立つために正解のない問題に挑み、創意工夫を重ね、試行錯誤する - 私の研究者としての原点がここにある」と公式サイト内において回顧している。

## 業績
- 元来の専門分野は電波天文学、とりわけ星間分子雲の構造、運動、物理・化学状態、分布、生成・進化等だが、この分子雲が鍵を握っている星・惑星系の形成や、銀河の形成や進化等の研究も行っている。
- アタカマ大型ミリ波サブミリ波干渉計 (ALMA) プロジェクトに取り組んでいる。
- 宇宙科学研究所の宇宙科学広報・普及主幹として、マスメディアに積極的に登場し宇宙科学の普及・教育活動に尽力した。

## 所属学会・団体
- 日本天文学会
- 日本惑星科学会
- 生命の起原および進化学会
- 日本天文教育普及研究会
- 宇宙電波懇談会
- 光学赤外線天文連絡会
- 日本惑星協会
- 日本ロケット協会
- 子ども・宇宙・未来の会
- Japan Skeptics
- 日本学術会議電波科学研究連絡委員会
- 国際天文学連合第40委員会
- 世界宇宙週間協会

## 著書

### 共著
- 私たちは暗黒宇宙から生まれた ALMAが解き明かす宇宙の全貌（日本評論社、2004年12月）
- 宇宙旅行ガイド - 140億光年の旅 -（丸善、2006年1月）
- 天文学大事典（地人書館、2006年1月）
- シリーズ 現代の天文学 第4巻 銀河 (1) 銀河と宇宙の階層構造（日本評論社、2007年10月）

### 共同編集
- 月の動きがよくわかる 光る星座早見（2004年7月15日、三省堂）

### 雑誌連載
- 宇宙に耳をすます（誠文堂新光社発行の天文雑誌『天文ガイド』誌上で2009年4月号より2020年まで連載）

### その他
- 理科年表（丸善）で1999年より2007年まで電波天文関係部分を、2008年以降は人工衛星関係部分を執筆している。